# Natal (Indonésie)
Pour les articles homonymes, voir Natal.

Situation de Natal dans le kabupaten de Mandailing Natal

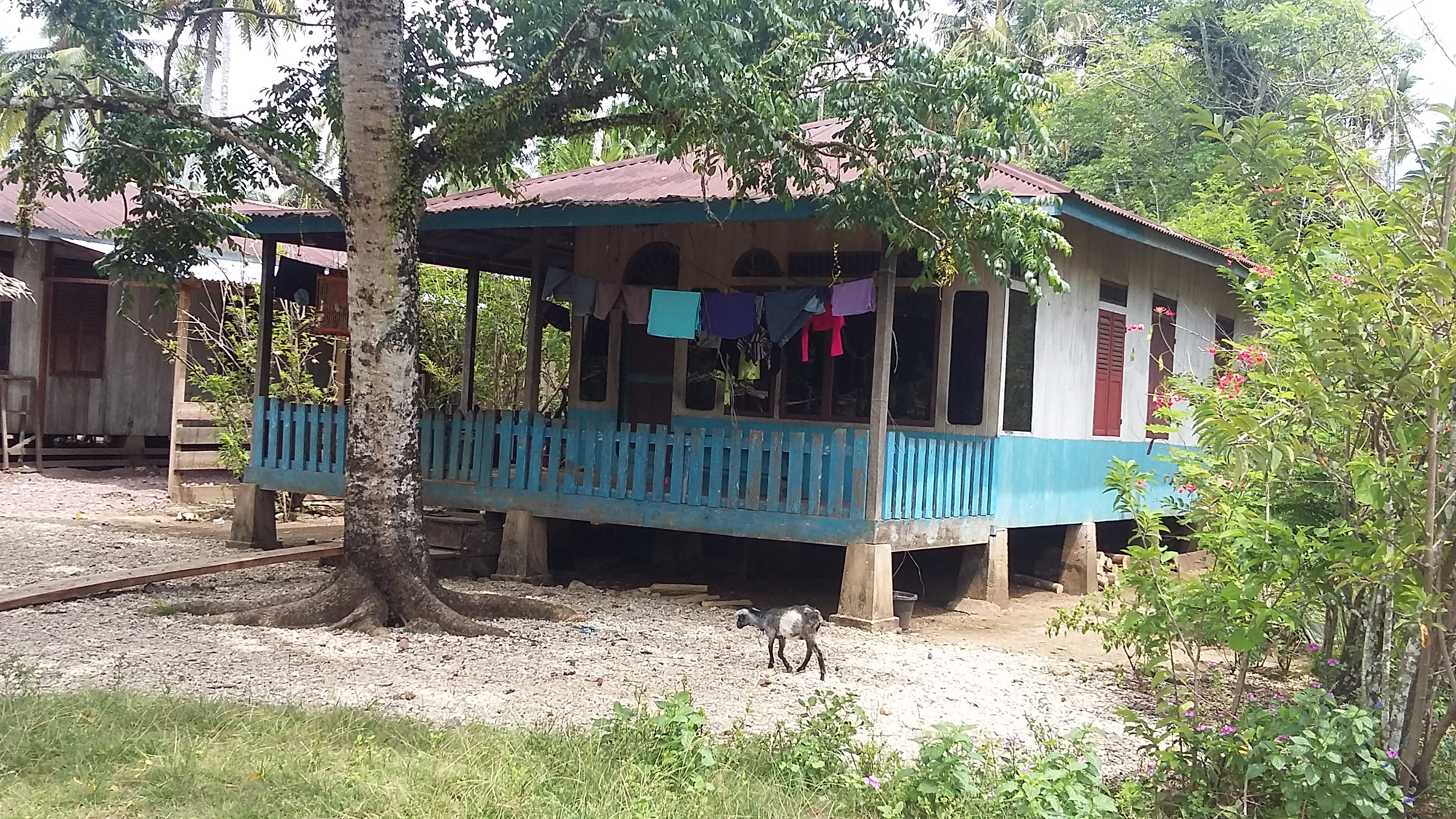
Maison traditionnelle à Natal

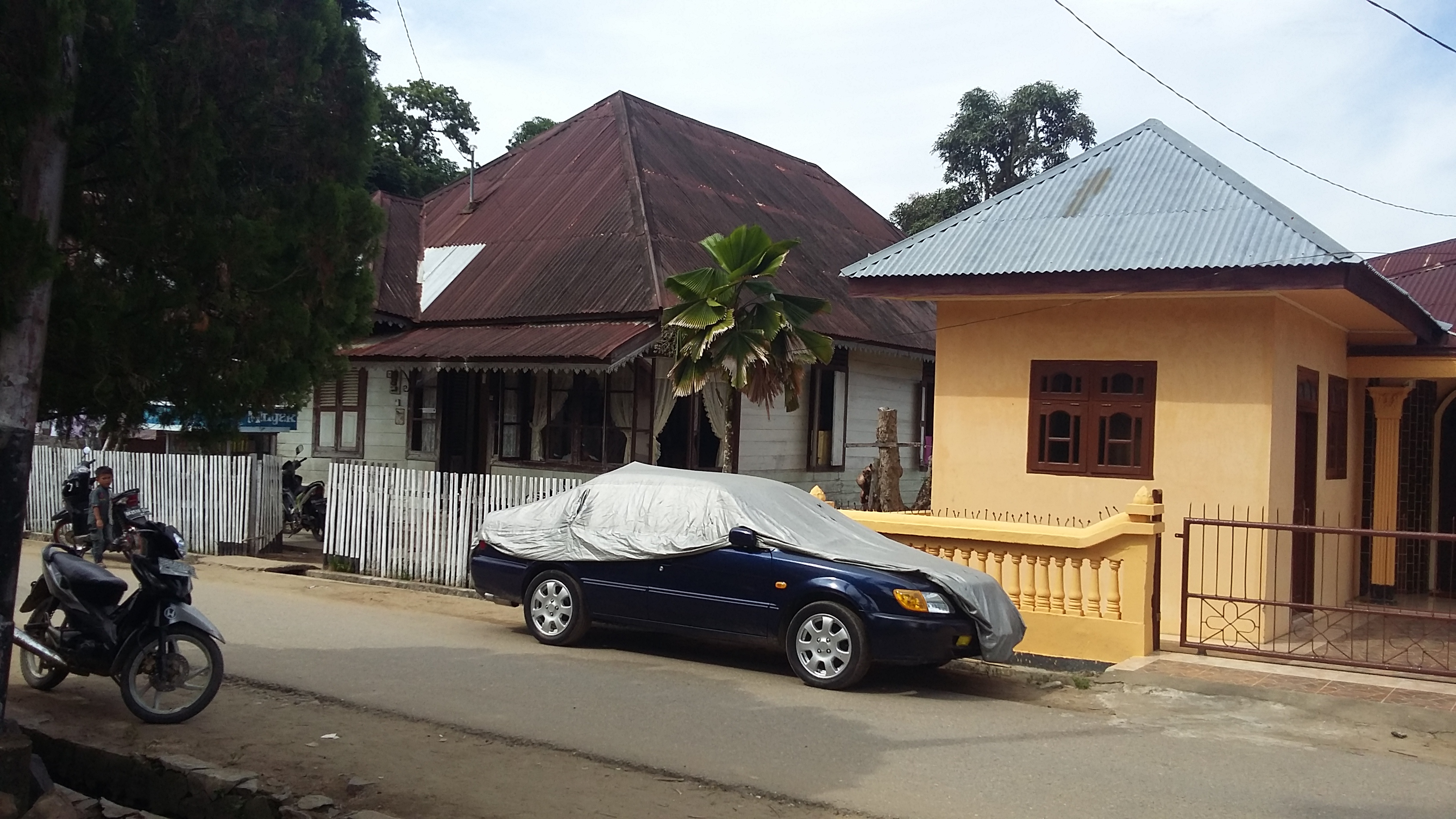
Une rue à Natal

Natal est une ville d'Indonésie dans la province de Sumatra du Nord. C'est le chef-lieu du  kecamatan homonyme dans le kabupaten de Mandailing Natal.
Traditionnellement, Natal est une région productrice d'or. On trouve encore de petites exploitations, aussi bien le long de la rivière Natal que dans les forêts alentour.

## Histoire

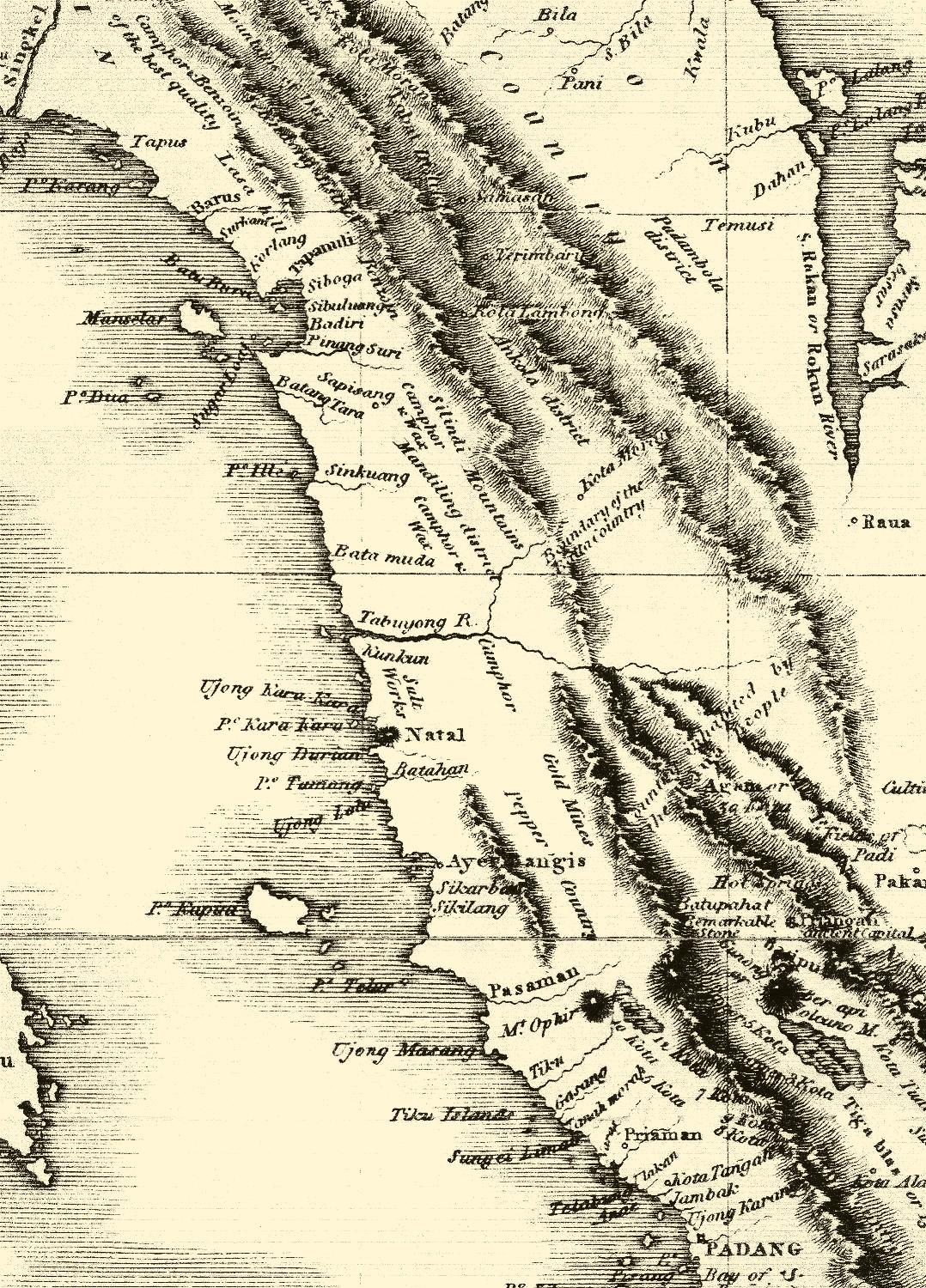
Carte de Sumatra extraite de lHistoire de Sumatra de William Marsden, 1811, montrant la situation de Natal

Natal était une principauté de tradition minangkabau. Sa prospérité provenait de l'exploitation de mines d'or.
Les Britanniques de la British East India Company sont les premiers Européens à s'intéresser à la côte occidentale de Sumatra. Traditionnellement, les marchands étrangers fréquentent la côte orientale, qui borde le détroit de Malacca, depuis longtemps une des voies maritimes les plus fréquentées au monde. En outre, la côte orientale offre peu de mouillages, en raison notamment de la topographie, la chaîne des Bukit Barisan, parallèle, s'étirant à peu de distance. Dans la partie nord de cette côte, les Britanniques établissent des factoreries à Natal et à Tapian Nauli ("Tappanooly"), située plus au nord. Ils proposent notamment des cotonnades indiennes, moins chères que celles que vendent les Hollandais de la VOC.
En 1759, la factorerie de Natal est prise par les troupes françaises de Charles Henri d'Estaing. Tapian Nauli subit le même sort. Les Français, plutôt préoccupés de leur rivalité avec les Britanniques en Inde, ne s'intéressent pas à l'Asie du Sud-Est et proposent les deux postes aux Hollandais. Ceux-ci déclinent l'offre mais construisent leurs propres forts à Natal et Tapian Nauli. Natal est alors un port actif, selon l'Anglais William Marsden qui y séjourne quelques années. Il explique que c'est une base pratique pour commercer avec Aceh, Riau et Minangkabau.
Au début du XIXe siècle, en réponse à la résistance que montre le prince de Natal à se soumettre à l'ordre hollandais, les autorités coloniales l'arrêtent et le destituent. La principauté est dissoute et rattachée administrativement à la residentie Tapanoeli, constituée de la moitié occidentale de l'actuelle province de Sumatra du Nord.

## Tourisme
Le parc national de Batang Gadis se trouve dans le kecamatan de Natal.

## Littérature

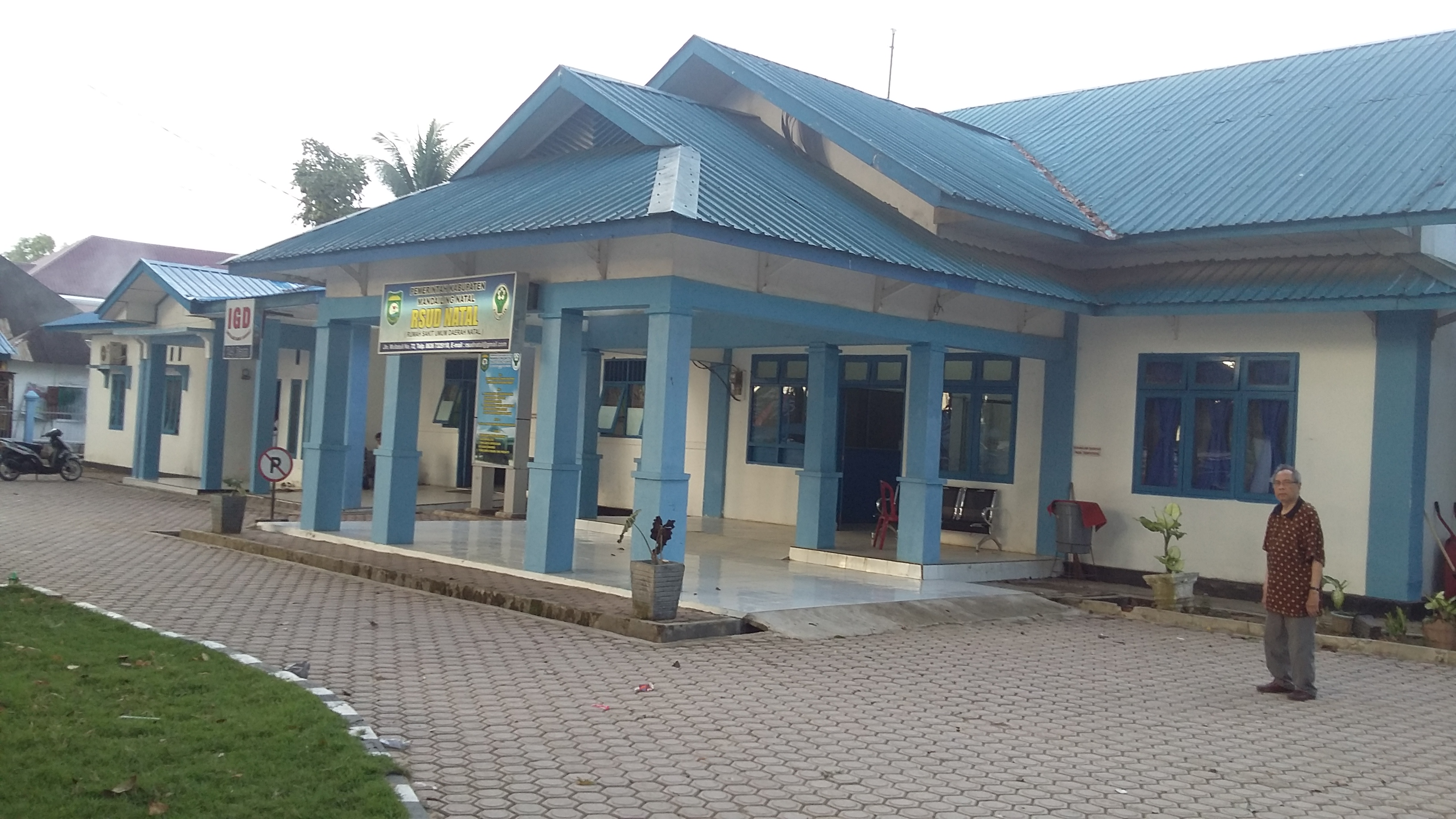
La clinique de Natal, anciennement le bureau et la résidence du controleur Eduard Douwes Dekker, dit Multatuli

Eduard Douwes Dekker, auteur sous le nom de Multatuli du roman Max Havelaar, a été en poste à Natal en 1842-44 comme controleur du gouvernement colonial. Ce séjour lui aurait inspiré le roman.